# Šilhaha
Šilhaha (Schilhaha) war ein Herrscher von Elam, von dem wenig bekannt ist. Er regierte wahrscheinlich um 1900 v. Chr.
Šilhala nennt sich erwählter Sohn von Ebarat und trug die Titel König (lugal) und adda-lugal von Anschan und Susa. Er wird auch als Sukkalmah bezeichnet, der in der folgenden Zeit der wichtigste Titel der Regenten von Elam wurde. Die folgende Periode in Elam wird deshalb auch oft als die von Sukkalmah bezeichnet.